# 高辛 (西班牙)
高辛，是西班牙安达卢西亚自治区马拉加省的一个市镇。 总面积98平方公里，总人口1684人（2001年），人口密度17人/平方公里。